# Diabolo

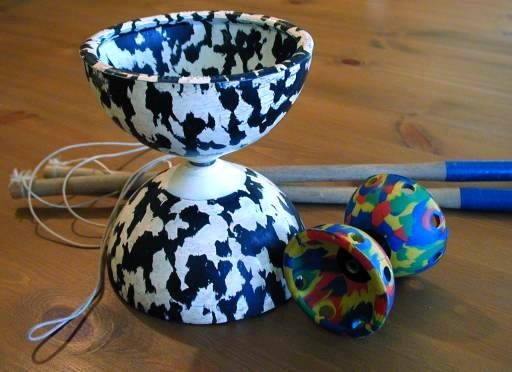
Střední a malé diabolo a ovládací hůlky

Diabolo (často nesprávně nazývané diablo, dříve též ďábel na dvou hůlkách) je žonglovací pomůcka skládající se z cívky, která je točena a vyhazována pomocí provázku uvázaného mezi dvě hůlky (tzv. ovládací, či vodicí), držené žonglérem v rukách.
Předchůdcem dnešního diabola je čínské jojos. Diabolo se vyrábí z různých materiálů v několika velikostech. Široká je i škála ovládacích hůlek, od obyčejných dřevěných, přes hliníkové, až po karbonové s měkkou rukojetí.

## Historie
Historikové se shodují, že diabolo pochází z Číny a to již před 4000 tisíci lety za vlády dynastie Chan. První diabolo bylo vyrobeno z bambusu a mělo v sobě jakési dírky, ty sloužily k tomu, že když bylo diabolo roztočené tak vydávalo charakteristické pískání.
Do Evropy se diabolo dostalo zásluhou francouzských a anglických misionářů, od kterých dostalo název „DIABALLO" (později diabolo).